# Eugeniusz Ciastoń
Eugeniusz Ciastoń (ur. 26 listopada 1861 we Frysztaku, zm. 10 września 1930 w Krakowie) – polski lekarz, generał brygady Wojska Polskiego.

## Życiorys
Eugeniusz Ciastoń urodził się 26 listopada 1861 roku we Frysztaku, w rodzinie Tomasza, urzędnika podatkowego, i Apolonii z Wojciechowskich. Ukończył osiem klas Gimnazjum Świętej Anny w Krakowie i w 1880 roku złożył maturę. W 1889 roku uzyskał dyplom doktora wszech nauk lekarskich na Uniwersytecie Jagiellońskim w Krakowie.
Od 15 listopada 1889 roku pełnił służbę w cesarskiej i królewskiej Marynarce Wojennej, w charakterze lekarza. 1 stycznia 1909 roku został awansowany na starszego lekarza sztabowego marynarki 2. klasy (niem. Marine-Oberstabsartze 2. Klasse), który to stopień odpowiadał podpułkownikowi (niem. Oberstleutnant) w cesarskiej i królewskiej Armii.
W 1912 roku został przeniesiony w stan spoczynku. W 1914 roku został reaktywowany i wyznaczony na stanowisko szefa sanitarnego morskiej komendy obwodowej w Treście. W 1916 roku został awansowany na pułkownika.
15 marca 1919 roku został przyjęty do Wojska Polskiego z byłej armii austriacko-węgierskiej, z zatwierdzeniem posiadanej rangi pułkownika lekarza. referent do spraw sanitarnych w Departamencie Spraw Morskich Ministerstwa Spraw Wojskowych w Warszawie. 29 maja 1920 roku został zatwierdzony z dniem 1 kwietnia 1920 roku w stopniu pułkownika, w Korpusie Lekarskim, w grupie oficerów byłej armii austriacko-węgierskiej.
Z dniem 1 maja 1921 roku został przeniesiony w stały stan spoczynku z prawem noszenia munduru.
26 października 1923 roku Prezydent RP Stanisław Wojciechowski zatwierdził go w stopniu generała brygady. Na emeryturze mieszkał w Wadowicach.
Zmarł 10 września 1930 roku w Krakowie. 13 września 1930 roku został pochowany na cmentarzu Rakowickim (kwatera JD-płn.-2).

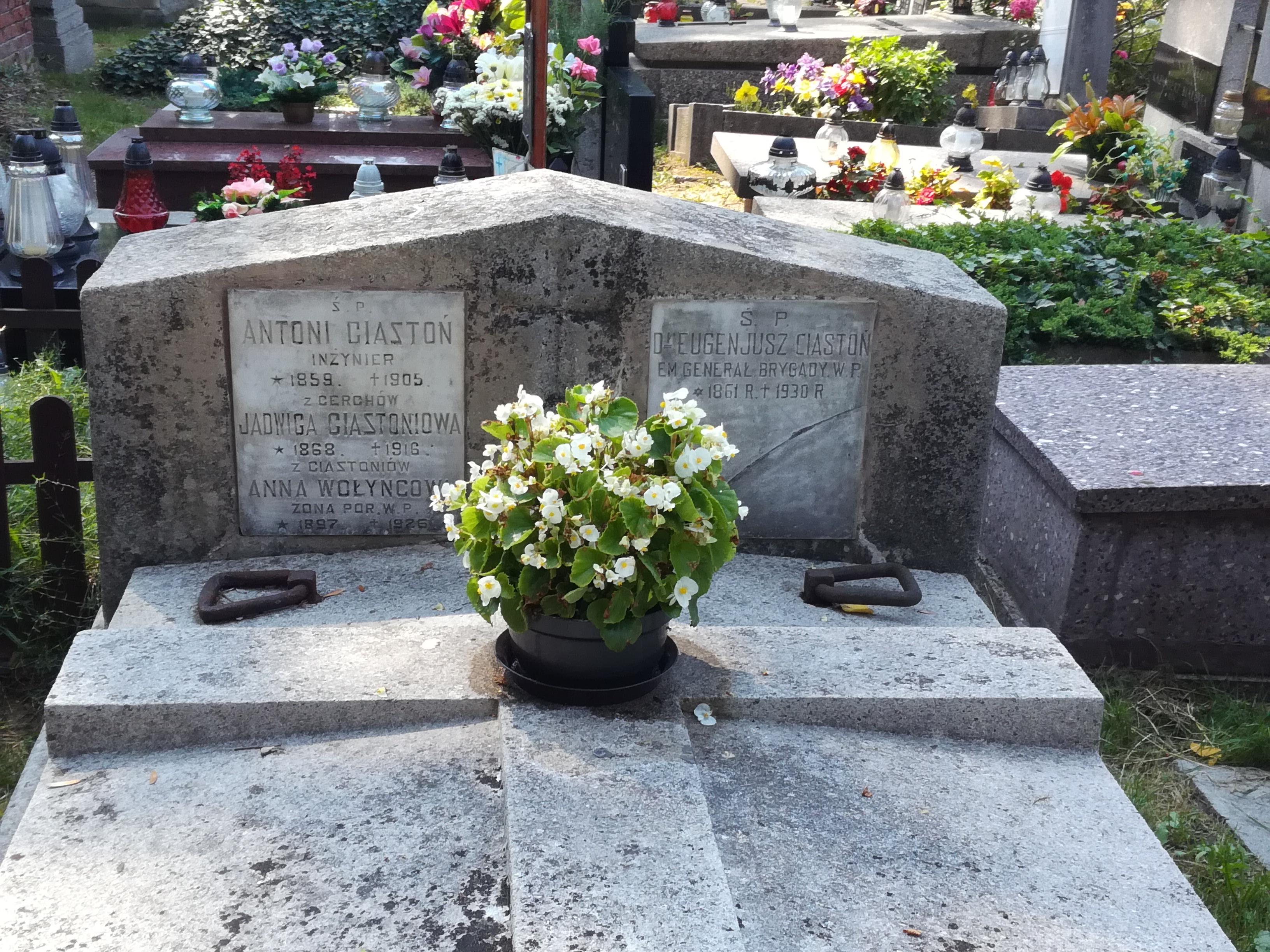
Grób gen. Eugeniusza Ciastonia na cmentarzu Rakowickim

## Ordery i odznaczenia
- Krzyż Kawalerski Orderu Franciszka Józefa
- Brązowy Medal Jubileuszowy Pamiątkowy dla Sił Zbrojnych i Żandarmerii
- Krzyż Jubileuszowy Wojskowy